# Bryn-newydd
Bryn-newydd (Ausspracheⓘ) ist ein kleines Dorf in der walisischen Community Llangollen in der Principal Area Denbighshire.

## Geographie
Bryn-newydd liegt im Westen der Community Llangollen südlich des Tals des River Dee und der A5 road nahe der Grenze zur Community Corwen. Da Llangollen gleichzeitig zusammen mit der im Norden gelegenen Community Llantysilio einen Ward bildet, gehört das Dorf auch zu diesem und damit zum britischen Wahlkreis Clwyd South und dessen Pendant für das walisische Parlament.

## Geschichte
Bryn-newydd tauchte bereits 1898 auf der zweiten Edition der OS-Landkarte auf. Zu diesem Zeitpunkt gehörte das Dorf zum Parish Llangollen Rural im Denbighshire. Das Dorf selbst ist geprägt von einem Erbbauernhof. So beschrieb die Daily Post 2007 Bryn-newydd als „Ansammlung von landwirtschaftlich genutzten Gebäuden“.

## Bauwerke
In dem Dorf existieren insgesamt fünf Gebäude, die in die Statutory List of Buildings of Special Architectural or Historic Interest aufgenommen wurden. Alle Gebäude sind im weitesten Sinne Gebäude im Kontext der Landwirtschaft; allein vier Gebäude gehören zum Komplex des Erbbauernhofes im Südosten des Dorfes.